# زانکت اوسوالد بای فرایستات
زانکت اوسوالد بای فرایستات (به آلمانی: Sankt Oswald bei Freistadt) یک منطقهٔ مسکونی در اتریش است که در ناحیه فرایشتات واقع شده‌است. زانکت اوسوالد بای فرایستات ۴۰٫۹ کیلومتر مربع مساحت دارد ۶۰۸ متر بالاتر از سطح دریا واقع شده‌است.